# Euphyia poecilata
Euphyia poecilata är en fjärilsart som beskrevs av Fuchs 1901. Euphyia poecilata ingår i släktet Euphyia och familjen mätare. Inga underarter finns listade i Catalogue of Life.